# Sima Tan
Sima Tan (tradicionalno kitajsko 司馬談, poenostavljeno kitajsko 司马谈, pinjin Sīmǎ Tán) je bil kitajski astronom/astrolog in zgodovinar iz Zahodnega Hana, * okoli 165 pr. n. št., okoli 110 pr. n. št.
Njegove Zapise velikega zgodovinarja je dokončal njegov sin Sima Čjan, ki se šteje za utemeljitelja kitajskega zgodovinopisja. 

## Izobrazba in kariera
Sima Tan je študiral astronomijo pri Tang Duju, I Čing pri Jang Heju in daoizem pri mojstru Huangu. 
Pri 25 letih je bil leta 140 pr. n. št. imenovan za dvornega astronoma in to funkcijo opravljal do svoje smrti. 
Eden od njegovih esejev se je ohranil v Zapisih velikega zgodovinarja. V tem eseju, ki je del obsežnejšega dela, Sima Tan opisuje šest filozofskih linij ali šol:  
- konfucijanstvo (儒家, Rú jiā)
- daoizem (道家, Dào jiā)
- legalizem (法家, Fǎ jiā)
- mohizem (墨家, Mò jiā)
- šolo imen (名家, Míng jiā)
- šolo naravoslovcev (陰陽家/阴阳家, Yīnyáng jiā), katere osrednja oseba je bil Dzov Jan

Kategorizacija filozofij v šest šol je bila dokaj izvirna. Kar zadeva njegovo oceno teh šol, je bil precej pristranski do daoizma, saj je bil sam privrženec huang-laa, zgodnje hanske oblike daoizma. Sima Tan je začel pisati Zapise velikega zgodovinarja (Shiji), vendar je umrl, preden jih je dokončal. Dokončal jih je njegov sin Sima Čjan.